# HijackThis
HijackThis (de asemenea HiJackThis sau HJT), este un utilitar open source pentru detecția și eliminarea de spyware și malware de pe un sistem de operare Microsoft Windows.